# Arnold Rüütel
Arnold Rüütel (født 10. maj 1928 på Saaremaa, død 31. december 2024) var en estisk politiker, der var landets præsident fra 2001 til 2006. 
Efter en karriere i den statslige jordbrugssektor, blandt andet som rektor for landets landbrugsakademi, blev han valgt til flere højstående poster i Estiske SSR, bl.a. var han 1983-1990 formand for Estiske SSR's sovjet og 1990-1992 formand for Republikken Estlands øverste råd. 
Under hans ledelse blev landet i 1991 løsrevet fra Sovjetunionen. Han blev det selvstændige lands første præsident, men erstattedes 1992 af Lennart Meri. I 2001 blev han atter præsident og sad til 2006, hvor posten blev overtaget af Toomas Hendrik Ilves. 

## Æresbevisninger
Blandt de ordner, han er tildelt, er Storkorset af St. Olavs Orden, tildelt 2002. Arnold Rüütel er siden den 30. november 2005 Kommandør af Storkorset af Trestjerneordenen.